# Thaumaspis montanus
Thaumaspis montanus är en insektsart som beskrevs av Bei-bienko 1957. Thaumaspis montanus ingår i släktet Thaumaspis och familjen vårtbitare. Inga underarter finns listade i Catalogue of Life.